# Erica leptoclada
Erica leptoclada là một loài thực vật có hoa trong họ Thạch nam. Loài này được Van Heurck & Müll.Arg. mô tả khoa học đầu tiên năm 1870.